# Natatolana helenae
Natatolana helenae là một loài chân đều trong họ Cirolanidae. Loài này được Keable miêu tả khoa học năm 2006.